# Эндокардит
Эндокарди́т (новолат. endocarditis от др.-греч. ἔνδον «внутри» + καρδία «сердце» + itis «воспаление») — воспаление внутренней оболочки сердца — эндокарда.
В большинстве случаев эндокардит не является самостоятельным заболеванием, а представляет собой частное проявление других заболеваний.
Самостоятельное значение имеет подострый бактериальный эндокардит, вызываемый чаще стрептококком.

## Этиология
Вторичные эндокардиты. При диффузных болезнях соединительной ткани и ревматизме эндокардит связан с воспалительной реакцией на иммунные комплексы, локализованные в эндокарде и обычно сочетается с миокардитом. Эти эндокардиты имеют хроническое течение и отличаются бедностью клинических проявлений. При локализации процесса на створках клапана может сформироваться порок сердца. Среди других вторичных эндокардитов (встречаются редко) выделяют аллергический, фибропластический с эозинофилией, травматический (в том числе послеоперационный), интоксикационный, тромбоэндокардит. Инфекционные эндокардиты возникают при внедрении в ткань эндокарда бактерий, грибов, редко — вирусов и простейших. Часто развивается как проявление острого сепсиса (наряду с другими его симптомами), иногда бывает проявлением специфического поражения при туберкулёзе, сифилисе, бруцеллёзе. Острый септический эндокардит рассматривается как осложнение общего сепсиса, по этиологии, патогенезу и клинике такая форма заболевания существенно не отличается от подострой формы, характеризуется лишь более острым течением.
Подострый бактериальный эндокардит (син. — эндокардит инфекционный; уст. назв. — затяжной септический эндокардит, sepsis lenta) — системный инфекционно-воспалительный процесс с иммунными нарушениями и преимущественным поражением клапанов сердца, реже париетального эндокарда или протезированных клапанов. Возбудителями чаще всего оказываются микробы — представители «нормальной» флоры дыхательных путей, кишечника и кожи, а также окружающей среды. Чаще всего это — зеленящий стрептококк (Streptococcus viridans). Он обусловливает до 80 % бактериологически подтверждённых случаев. Нередко заболевание вызывается золотистым стафилококком и энтерококком, однако они чаще выявляются при остросептическом процессе, чем при подостром эндокардите. Реже среди возбудителей эндокардита выделяют кишечную палочку, протей, синегнойную палочку, другие стрептококки (например, β-гемолитические), патогенные грибы. В последнее время в связи с изменением чувствительности микрофлоры и появлением новых антибиотиков изменился и спектр возможных возбудителей (напр., уменьшился удельный вес зеленящего стрептококка, чаще стали выявлять грамотрицательные бактерии и пенициллиназопродуцирующий стафилококк).

## Патогенез
Для возникновения заболевания необходим более или менее длительный период бактериемии, которая может быть связана как с очагом инфекции в организме (тонзиллит, периодонтит, фурункул), так и с различными манипуляциями, нарушающими тканевый барьер: хирургическая операция, катетеризация, удаление зуба, бронхоскопия, внутривенное введение лекарственных или наркотических веществ и др. Процесс локализуется главным образом на ранее изменённых клапанах, наслаиваясь на уже существующие пороки сердца: врождённые, ревматические, или на ранее протезированные клапаны. Локализация (в порядке убывающей частоты) — аортальный, митральный, трёхстворчатый и лёгочный. Поражение двух последних клапанов более характерно для инъекционных наркоманов.
Основа патологического процесса болезни — деструктивно-язвенный эндокардит со значительными тромботическими наложениями, состоящими из фибрина, тромбоцитов, бактерий и частичек ткани. Это обусловливает такое проявление болезни как тромбоэмболия. Кроме того, в развитии эндокардита большую роль играют иммунные (точнее аутоиммунные) механизмы. В крови часто обнаруживаются антитела к соответствующему возбудителю в высоких титрах (и некоторые другие типы антител) и циркулирующие иммунные комплексы. С наличием последних связывают, в частности, таких осложнений как гломерулонефрит и васкулит.

## Клиническая картина
Проявления болезни складываются из симптомов инфекционного процесса, иммунных нарушений и признаков поражения клапанов сердца.
Начало заболевания может быть как отчетливым, так и относительно постепенным. Сравнительно редко удается выявить связь эндокардита с предшествующей инфекцией дыхательных путей, экстракцией зубов, катетеризацией уретры и т. д. В анамнезе пациентов часто имеются указания на ревматизм. При выраженном начале отмечается лихорадка неправильного типа (температура 38,5 — 39,5° С) с потрясающими ознобами и обильным потоотделением, боли в суставах и мышцах, слабость, похудение. Нередко, особенно при длительном течении, наблюдается своеобразная бледно-сероватая с лёгкой желтизной окраска кожи (т. наз. субиктеричность, или «цвет кофе с молоком»). Иногда на коже выявляются петехии, редко другие элементы сыпи. Характерно появление на кистях и стопах узелков Ослера (мелких вишнево-красных узелков), повышенная ломкость сосудов, мелкие кровоизлияния в слизистые оболочки, особенно в конъюнктиву.
Концевые фаланги пальцев рук и ног у многих больных утолщаются, приобретают вид барабанных палочек, а ногти — часовых стёкол (так называемый симптом «барабанных пальцев», весьма характерный для инфекционного эндокардита).
Часто при пальпации определяется увеличенная селезёнка, иногда печень. У многих больных наблюдаются признаки поражения почек (гематурия, протеинурия) вследствие эмболий или аутоиммунного гломерулонефрита. В крови — циркулирующие иммунные комплексы, выраженная гипохромная анемия, лейкоцитоз или лейкопения, увеличение СОЭ, иногда — моноцитоз, тромбоцитопения, С-реактивный белок, повышенная α2- и γ-глобулинемия . Иногда возникают инфаркты (селезёнки, почек, миокарда, лёгких, реже кишечника, вещества мозга — геморрагический инсульт). В некоторых случаях картина болезни стёрта.
Ведущий признак — выраженные шумы в сердце, связанные с образованием тромботических наложений на створки клапанов (вегетаций). Признаки сердечной недостаточности выявляются позднее, как правило по мере образования клапанного порока сердца. Чаще наблюдается недостаточность аортального клапана, реже — митрального. При длительном течении часто возникают васкулиты, различные тромбоэмболические осложнения, декомпенсация сердца.

## Диагностика
Диагноз устанавливают при возникновении признаков поражения клапанного аппарата сердца, в частности при сочетании порока (чаще аортального) с лихорадкой, увеличением селезёнки, гематурией, кожными геморрагиями, анемией, повышением СОЭ, иногда эмболиями. Положительный результат посева крови существенно облегчает диагностику и позволяет выбрать наилучшую стратегию лечения.
Существенную помощь оказывают фонокардиография и эхокардиография. При подозрении на инфекционный эндокардит необходимо исключить прежде всего ревматизм. Особенно сложна диагностика при отрицательных результатах посева крови. В этих случаях проводят эмпирическую терапию с последующими повторными посевами (используя другие методики); при особо тяжелом течении иногда прибегают к хирургическому лечению, не дожидаясь результатов повторного анализа, иногда с использованием биопсии эндокарда.
Дифференциальную диагностику необходимо проводить с ревмокардитом и другими асептическими эндокардитами (системная красная волчанка, системная склеродермия, ревматоидный артрит), фибропластическим эндокардитом и тромбоэндокардитом. При этих заболеваниях отсутствуют выраженные признаки инфекционного процесса (лихорадка, повышение СОЭ, нейтрофилёз, бактериемия и др.) и меньшая степень разрушения клапанов. При остром бактериальном эндокардите картина болезни более тяжелая, он чаще вызывается микробами с выраженной патогенностью (стафилококки, стрептококки группы А и др.), сочетается с множественными септическими очагами — абсцессами в лёгких, почках, костях и др.(при подостром эндокардите вторичные септические заносы практически отсутствуют), гектической лихорадкой, нарушениями сознания и другими признаками септического состояния, меньшей выраженностью иммунных нарушений и большими разрушениями клапанов.

## Лечение
Основой терапии подострого бактериального эндокардита является возможно более раннее и достаточно длительное (не менее 4 недель) назначение эффективных бактерицидных доз адекватных антибиотиков, наиболее надежный выбор которых определяется чувствительностью выделенных из крови микроорганизмов. При отрицательных результатах выделения из крови микробов проводят анализ ситуации, позволяющий предположить наиболее вероятный возбудитель и тем самым определить его чувствительность к антибиотикам.
В большинстве случаев, вызванных зеленящим стрептококком лечение начинают с применения умеренных доз бензилпенициллина (порядка 4 000 000 — 6 000 000 ЕД в сутки) внутривенно в течение 4 недель. У пожилых людей, а также если заболевание вызвано энтерококком назначают высокие дозы бензилпенициллина (12 000 000 — 24 000 000 ЕД в сутки), часто в сочетании с гентамицином (3—5 мг/кг) или амикацином (10—15 мг/кг) в сутки внутримышечно. Дозы указаны для взрослых.
При стафилококковом эндокардите препаратами выбора являются полусинтетические пенициллины (оксациллин, ампициллин, метициллин, амоксициллин и др.) по 10 г в сутки в сочетании с цефалоспоринами (цефалоридин, цефамизин, клафоран) или аминогликозидами. При непереносимости пенициллинов можно назначать макролиды (эритромицин, олеандомицин и др.), а также аминогликозиды. Такое же лечение показано при выявлении грамотрицательных бактерий (Escherichia, Proteus и др.).
Высокой эффективностью обладает ванкомицин, а также фторхинолоны.
В случае неэффективности терапии проводят повторное исследование крови и назначение других антибиотиков с учётом их чувствительности.
Отсутствие положительной динамики в течение двух недель является показанием к хирургическому лечению — удалению пораженного клапана с последующим протезированием его.
Попутно проводится симптоматическое лечение (детоксикация, сердечные гликозиды, тромболитические средства). Кортикостероиды не показаны, так как они способствуют угнетению иммунитета (лишь при очень бурных аллергических реакциях назначают короткий курс преднизолона).
Наиболее тяжело протекает грибковый эндокардит — он плохо поддаётся терапии и даёт высокую летальность. В этих случаях основой лечения является хирургическое иссечение клапанов и их протезирование, проводимое на фоне лечения противогрибковым антибиотиком амфотерицином B (внутривенно капельно по 250—1000 ЕД на 1 кг массы тела).

## Прогноз
Прогноз условно неблагоприятный, до введения в практику антибиотиков широкого спектра действия в большинстве случаев заболевание заканчивалось смертью, однако и сейчас в 30 % случаев наступает летальный исход. Смерть может наступить от сердечной или почечной недостаточности, тромбоэмболий, интоксикации.
Ранняя энергичная антибиотикотерапия при условии правильного определения возбудителя и его чувствительности делает возможным практически полное излечение (с более или менее выраженными остаточными склеротическими изменениями клапанов). Трудоспособность медленно восстанавливается, зачастую развиваются необратимые морфологические изменения клапанного аппарата сердца.
Рецидивы эндокардита обычно возникают в течение 4 недель после окончания лечения. Их развитие является отражением неадекватности или недостаточной активности (малые дозы) антибиотиков, либо (реже) является показанием к хирургическому лечению. Рецидивы приводят к тяжелым повреждениям клапанов и прогрессированию сердечной недостаточности. Появление симптомов эндокардита позже 6 недель после окончания лечения свидетельствует не о рецидиве, а о новом инфицировании.

## Профилактика
Профилактика заключается в активном лечении хронических инфекционных заболеваний, своевременной санации очагов инфекции, лечении интеркуррентных заболеваний у больных с пороками сердца (врожденными, ревматическими и прочими).
Кроме того этим больным необходимо назначать антибиотики длительного действия при обострениях тонзиллита, пиелонефрита, ангинах, пневмонии, а также при любых вмешательствах, которые могут сопровождаться бактериемией (экстракция зуба, тонзиллэктомия, аборт, аппендэктомия, бронхоскопия, катетеризация уретры и др.). С этой целью применяют, например, бициллин-3 или бициллин-5 по 1 000 000 ЕД однократно или по 500 000 ЕД два раза в неделю в течение 2 — 4 недель (в зависимости от показаний, вида сопутствующей патологии, хирургического вмешательства и реактивности организма). Возможно применение с профилактической целью клиндамицина или эритромицина.
Важно избегать переохлаждений, гриппа и других провоцирующих заболевание инфекций.

## Эндокардит у животных
Это обычно вторичное заболевание, наступающее как осложнение инфекционных, септических и септикопиемических процессов: у собак-чумы, у свиней-рожи, у коров-ящура, у лошадей-контагиозной плевропневмонии. При эндокардите у животных отмечают выраженное угнетение. При тяжёлой форме язвенного эндокардита может быть даже сопорозное состояние. Больные животные отказываются от корма, у них резко понижаются продуктивность и работоспособность. Температура тела, как правило, повышена, особенно при язвенном эндокардите. Быстро развиваются симптомы сердечно-сосудистой недостаточности. Сердечный толчок при остром течении усилен. Типичным для развития язвенного эндокардита является изменение интенсивности и характера эндокардиальных шумов на протяжении сравнительно короткого периода течения болезни. При бородавчатом эндокардиальные шумы более постоянны. Поражение клапанного аппарата сердца ведёт к серьёзным нарушениям кровообращения в организме. Лечение острых клапанных эндокардитов у животных мало эффективно. Можно испытать полный покой, противомикробные средства, ингаляционно кислород, а также лечебные мероприятия, рекомендованные при остром миокардите: холод на область сердца, камфору.